# (36327) 2000 LV33
2000 LV33 (asteroide 36327) é um asteroide da cintura principal. Possui uma excentricidade de 0.24647640 e uma inclinação de 6.76446º.
Este asteroide foi descoberto no dia 4 de junho de 2000 por NEAT em Haleakala.